# Saint-Martin-sur-Lavezon
Saint-Martin-sur-Lavezon è un comune francese di 453 abitanti situato nel dipartimento dell'Ardèche della regione dell'Alvernia-Rodano-Alpi.

## Società

### Evoluzione demografica
Abitanti censiti